# Lutz Wegner

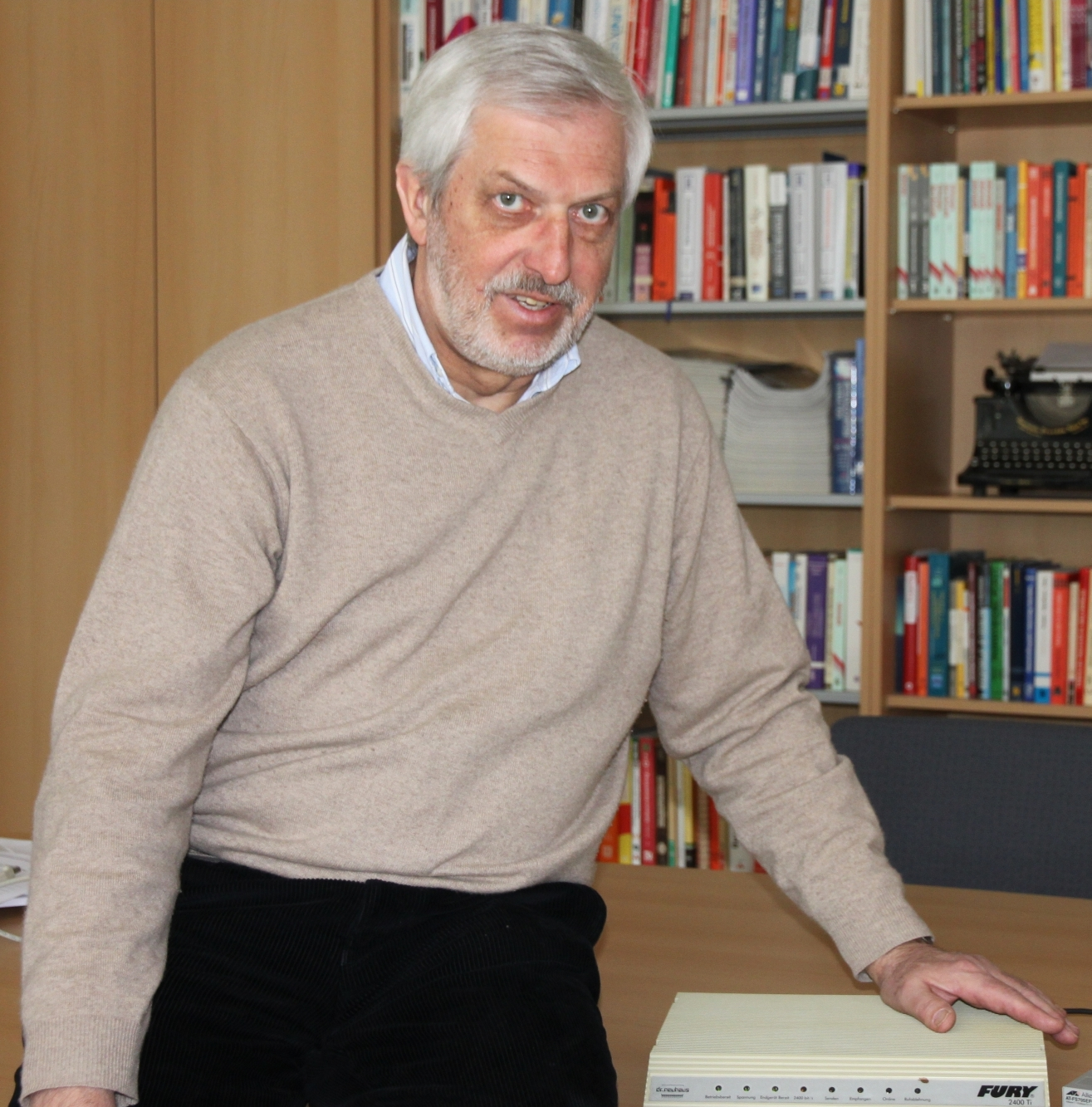
Lutz Wegner, 2014

Lutz Michael Wegner (* 11. Oktober 1949 in Weinsberg, Landkreis Heilbronn) ist ein deutscher Informatiker.

## Leben
Lutz Wegner besitzt einen amerikanischen Schulabschluss von der Williston Northampton School in Easthampton, Massachusetts (1968) und legte das deutsche Abitur 1969 am Theodor-Heuss-Gymnasium Heilbronn ab. Von 1969 bis 1974 studierte er Wirtschaftsingenieurwesen an der Universität Karlsruhe und ging dann für zwei Jahre als Doktorand an das Department of Computer Science der University of British Columbia in Vancouver, B.C., Kanada, um schließlich 1977 in Karlsruhe mit der Doktorarbeit „Analysis of two-level grammars“ bei Hermann Maurer und Thomas Ottmann zu promovieren. 1982 folgte die Habilitation mit einer Habilitationsschrift über Quicksort-Varianten und die Erteilung der venia legendi in Karlsruhe. Gutachter waren Thomas Ottmann, Wolfgang Janko und Jan van Leeuwen (Utrecht).
Nach Lehraufträgen und Vertretungsprofessuren in Würzburg, Kaiserslautern, Turku (Finnland), Osnabrück, Darmstadt und Trier folgte Wegner 1984 einem Ruf an die Hochschule Fulda (ehemals Fachhochschule Fulda) und von dort 1987 einem Ruf an die Universität Kassel, wo er ab 1989 als C4-Professor für Datenbanken die Informatik am Fachbereich Mathematik/Informatik leitete. Nachdem 2001 die Informatik unter seiner wesentlichen Mitwirkung an den Fachbereich Elektrotechnik/Informatik gewechselt hatte, war er dort im Bereich Datenbanken/Graphische Benutzerschnittstellen bis zum Eintritt in den Ruhestand im März 2015 tätig. Lutz Wegner ist geschieden und hat drei Kinder.

## Leistungen
Lutz Wegner begann seine wissenschaftliche Laufbahn mit einer grundlegenden Arbeit zu Van-Wijngaarden-Grammatiken, auch zweischichtige Grammatiken oder W-Grammatiken genannt. Die Resultate fanden Eingang in das dreibändige Handbook of Formal Languages von Arto Salomaa und Grzegorz Rozenberg. Nach einigen weiteren Arbeiten im Bereich Formale Sprachen wechselte er für die Habilitation das Gebiet und legte eine Habilitationsschrift über Quicksort-Varianten vor, mit denen es möglich war, die von Robert Sedgewick nachgewiesene untere Schranke für das Laufzeitverhalten von Quicksort auf Eingabedaten mit Multimengeneigenschaft zu erreichen.
Nach einem Forschungsaufenthalt am Wissenschaftlichen Zentrum der IBM in Heidelberg 1986 beschäftigte Wegner sich auch mit dem Non-First-Normal-Form-Datenmodell und entwickelte hierzu einen graphischen Editor, der danach auch Grundlage für Arbeiten im Bereich synchroner Gruppenarbeit war. Ein von ihm 1986 für das von Hermann Maurer ins Leben gerufene COSTOC-Projekt geschriebene Lernsoftware „Einführung in UNIX“ war bis 2015 in Kassel im Einsatz und damit einer der am längsten aktiv eingesetzten elektronischen Kurse. Neben den wissenschaftlichen Beiträgen war Wegner wesentlich an der Einführung des Studiengangs Informatik an der Universität Kassel beteiligt. Dieser startete zum Herbst 2001, nachdem es durch Vermittlung der hessischen Landtagsabgeordneten Traudl Herrhausen gelungen war, drei Stiftungsprofessuren für die Universität einzuwerben. Bis 2013 war Wegner im Fakultätentag Informatik Sprecher der Informatik  der Universität Kassel, deren Aufnahme als 47. Mitglied er im November 2007 erreichte.

## Veröffentlichungen
- Lutz M. Wegner,  14, 175–193 (1980): On Parsing Two-level Grammars. In: Acta Informatica. Band 14, 1980, S. 175–193, doi:10.1007/BF00288543.
- Lutz M. Wegner: Quicksort for Equal Keys. IEEE Trans. Comput. 34:4 (1985) S. 362–366 doi:10.1109/TC.1985.5009387.
- Jukka Teuhola and Lutz Wegner: Minimal Space, Average Linear Time Duplicate Deletion. Comm. ACM 34:3 (1991) S. 62–73 doi:10.1145/102868.102872.